# Sorihuela del Guadalimar (kommun)
Sorihuela del Guadalimar är en kommun i Spanien.   Den ligger i provinsen Provincia de Jaén och regionen Andalusien, i den centrala delen av landet, 250 km söder om huvudstaden Madrid. Antalet invånare är 1 342.